# Geophis cancellatus
Geophis cancellatus (чіапаська земляна змія) — вид змій родини полозових (Colubridae). Ендемік Мексики.

## Поширення і екологія
Чіапаські земляні змії мешкають на тихоокеанських схилах гір Сьєрра-Мадре-де-Чіапас на півдні штату Чіапас, можливо, також в сусідніх районах Гватемали. Вони живуть в первинних гірських тропічних лісах.